# 马鞍山水库 (枣阳)
马鞍山水库是中国湖北省襄阳市枣阳市境内的一座水库，位于沙河上，建于1957年。水库正常库容为1084万立方米，集雨面积为42平方千米，海拔为156.2米。